# Ядерна медицина
Ядерна медицина — це медична спеціальність пов'язана із застосуванням радіоактивних речовин у діагностиці і лікуванні
захворювань. Ядерна медицина, на відміну від радіології реєструє радіацію, що випромінюється з середини тіла, на відміну від випромінення, яке створюється зовнішніми джерелами такими як Рентген.
Ядерна медицина займається застосуванням радіонуклідних фармацевтичних препаратів в діагностиці та лікуванні захворювань.
Ядерна медицина об'єднала кілька методів медичної діагностики за спільною ознакою — використання радіоактивних ізотопів.
В діагностиці використовують головним чином однофотонні емісійні комп'ютерні томографи (ОФЕКТ, вловлюють гамма-випромінювання) і позитронно-емісійні томографи (ПЕТ-сканери), в лікуванні переважає радіотерапія.
В онкології ядерна медицина виявляє пухлини, метастази і рецидиви, визначає ступеня поширеності хвороби в організмі, лікує пухлинні утворення і оцінює ефективність терапії.
Методи діагностування, що застосовуються в ядерній медицині, мають високу ефективність при лікуванні: раку легенів, лімфоми, пухлини голови та шиї, раку головного мозку, стравоходу і шлунка, підшлункової залози, раку яєчників, шийки матки, молочної залози, передміхурової залози та інших.
Сьогодні понад 50 % радіоактивних ізотопів в світі витрачається на потреби ядерної медицини. Провідні гравці на світовому ринку радіофармпрепаратів і медтехніки: Amersham (Велика Британія), входить до складу GE Healthcare; Bracco (Італія); Bristol-Myers Squibb (США); Covidien (США), колишня Tyco Healthcare; Schering (Німеччина), колишнє CIS Bio international, Росатом (Росія).[джерело?]
Лідерами галузі є США, Японія і деякі європейські країни. В останні роки все більш активним гравцем на ринку ядерної медицини стає Росія.[джерело?]
Продаж радіофармацевтичних препаратів приносить близько $ 500 млрд в рік в усьому світі, 70 % цих продажів відбувається в США.[джерело?]
На підприємствах російської атомної галузі нарощується виробництво молібдену-99 і інших ізотопів, пропонуються інноваційні технології їх отримання з використанням низькозбагаченого урану.
У січні 2017 року Державна корпорація з атомної енергії «Росатом» оголосила про створення дивізіону АТ «Rusatom Healthcare» (поставка діагностичного, терапевтичного обладнання та циклотронів для виробництва ізотопної продукції медичного призначення, послуги зі зведення центрів ядерної медицини «під ключ»).
За оцінками МАГАТЕ, обіг з продажу діагностичних препаратів до початку XXI століття в цілому у світі становив близько $20 млрд. І до закінчення першого десятиліття XXI століття збільшився до $ 26,5 млрд. Приблизно 10 % від обігу припадає на радіофармпрепарати для радіоімунного аналізу.[джерело?]